# William Wootters
William Kent Wootters ist ein US-amerikanischer theoretischer Physiker, der über die Grundlagen der Quantenmechanik arbeitet.
Wootters studierte an der Stanford University (Bachelor-Abschluss 1973) und promovierte 1980 an der University of Texas at Austin. Seit 1982 ist er am Williams College in Williamstown, Massachusetts, wo er Professor für Physik ist (Barclay Jermain Professor of Natural Philosophy). 1989/90 war er Gastwissenschaftler am Santa Fe Institute und 1994 an der University of Montreal. 1999 wurde er Fellow der American Physical Society. Seit 2017 ist er emeritiert.
Wootters arbeitet über Quanteninformationstheorie. 1982 bewies er mit Wojciech Zurek das No-Cloning-Theorem in der Quantenmechanik. Außerdem ist er einer der Mitentdecker der Quantenteleportation. Er leistete wichtige Beiträge zur Theorie der Quantenverschränkung und bewies unter anderem erstmals eine Formel zur Berechnung der Formationsverschränkung beliebiger Zustände von zwei Qubits. Der Ausdruck „Qubit“ wurde in einem Gespräch mit Wootters von Benjamin Schumacher geprägt.
1999 wurde er Fellow der American Physical Society. 2006 erhielt er den 6. Internationalen Preis für Quanteninformation zusammen mit Peter Zoller, Ignacio Cirac und Philippe Grangier.

## Schriften (Auswahl)
- mit Susan Loepp Protecting Information: From Classical Error Correction to Quantum Cryptography. Cambridge University Press, 2006, ISBN 0-521-53476-3 (englisch).

## Verweise
1. ↑  The acquisition of information from quantum measurements. University of Texas, Austin 1980 (Doktorarbeit, betreut von Linda Reichl).
2. ↑  William Wootters. In: williams.edu. 12. Juli 2017, archiviert vom Original (nicht mehr online verfügbar) am 12. Juli 2017; abgerufen am 19. Juli 2023 (englisch, Erste Archivversion seiner Homepage als Emeritus).
3. ↑  C. H. Bennett, Gilles Brassard, Claude Crépeau, Richard Jozsa, Asher Peres, W. K. Wootters, "Teleporting an Unknown Quantum State via Dual Classical and Einstein-Podolsky-Rosen Channels," Phys. Rev. Lett. Bd. 70, 1993, S. 1895.
4. ↑  William K. Wootters: Entanglement of Formation of an Arbitrary State of Two Qubits. In: Phys. Rev. Lett. Band 80, 1998, S. 2245, arxiv:quant-ph/9709029.
5. ↑  Christopher A. Fuchs: My Struggles with the Block Universe. Hrsg.: Blake C. Stacey. 2014, arxiv:1405.2390.

| Personendaten    | Personendaten                                                     |
| ---------------- | ----------------------------------------------------------------- |
| NAME             | Wootters, William                                                 |
| ALTERNATIVNAMEN  | Wootters, William K.; Wootters, William Kent (vollständiger Name) |
| KURZBESCHREIBUNG | US-amerikanischer Physiker                                        |
| GEBURTSDATUM     | 20. Jahrhundert                                                   |